# زيكو بيلي
زيكو بيلي (بالإنجليزية: Zico Bailey)‏ هو لاعب كرة قدم أمريكي، ولد في 27 أغسطس 2000 في هندرسون في الولايات المتحدة. لعب مع لوس انجلوس غالاكسي 2.

## وصلات خارجية
- زيكو بيلي على موقع الدوري الأمريكي (الإنجليزية)
- زيكو بيلي على موقع قاعدة بيانات كرة القدم.إي يو (الإنجليزية)
- زيكو بيلي على موقع Soccerway.com (الإنجليزية)
- زيكو بيلي على موقع عالم كرة القدم.نت (الإنجليزية)